# Бандровский, Эрнест
Эрнест Титус Бандровский (пол. Ernest Tytus Bandrowski; 3 января 1853, г. Рава-Русская — 28 ноября 1920, Краков, Польша) — польский ученый-химик, общественный деятель. Доктор философии (Львов, 1877), доктор химии (Краков, 1880). Член Польской Академии наук (1894).

## Биография
Сын Михала, брат Юлиуша Мариана — врача, публициста.
Учился в гимназии: при Бучачском монастыре в Бучаче, императорско-королевской гимназии в Станиславе. Во Львове окончил в 1874 году философский факультет., в 1882 — профессор химии Технически-промышленной академии в Кракове, впоследствии декан факультета Ягеллонского университета (1882—1920). С мая 1894 года — избран член-корреспондент математически-естественного отдела Польской Академии наук. После смерти Яна Роттера стал директором Промышленной школы в Кракове (давнишней Академии). С 1908 — депутат сейма, в 1915—1918 (предназначен), 8 февраля 1919 года избран первым вице-президентом Кракова.
Автор «Общей химии» в 2-х т. (1891, 1893), «Проекта терминологии органической химии» (1907).
Дети — дочь Эва, ставшая певицей, двух сыновей.
Умер 28 ноября 1920 года в г. Краков, Польша. Похоронен на Раковицком кладбище.

## Награды
В 1898 году награжден рыцарским крестом ордена Франца Иосифа.